# Neviđane
Neviđane est un village de la municipalité de Pašman (Comitat de Zadar) en Croatie. Au recensement de 2011, le village comptait 376 habitants.